# 高崎市城南野球場
高崎市城南野球場（たかさきしじょうなんやきゅうじょう）は、群馬県高崎市下和田町にある野球場である。通称は「高崎城南球場」。施設は高崎市が所有し、公益財団法人高崎財団が指定管理者として運営管理を行なっている。

## 歴史
高崎市には1923年（大正12年）に建設された「高崎球場」（同市栄町、現在のJR東日本高崎支社付近）が存在していたが、スタンドが木造だったことなどから「本格的野球場の建設」を求める声が高くなり、1933年（昭和8年）に設立された「高崎市体育会」が中心となって烏川河川敷に明治神宮野球場をモデルとしたコンクリート造りのスタンドを備えた野球場を建設、1936年（昭和11年）10月に完成した。
1952年（昭和27年）4月27日にはプロ野球パシフィック・リーグ「大映スターズ対阪急ブレーブス」で大映の林義一がノーヒットノーランを達成している。これはパ・リーグとしては初の快挙であった。
2000年（平成12年）にはスコアボードをLED方式にしたものに改装されている。
また、2023年（令和5年）には既存の電光掲示板（スコアボード）が糸井HDの寄贈によってフルカラー式にリニューアルされた。

## 現在
群馬県立敷島公園野球場（上毛新聞敷島球場）などとともに群馬県内における野球大会の主要会場で、高校野球や社会人野球、及び埼玉西武ライオンズ主催のイースタン・リーグ 公式戦（年1試合程度）、群馬ダイヤモンドペガサス主催のベースボール・チャレンジ・リーグ公式戦も開催されており、2014年のシーズンからは本拠地と位置づけられている。2022年シーズンには、群馬の試合に関して「19時以降の鳴り物応援禁止」「9イニング内であっても、20時30分を経過した時点で、次のイニングを以って最終イニング」「21時30分には完全消灯」というローカルルールが定められた。
野球以外でもソフトボールのJDリーグ公式戦が多く開催され、高崎市内にあるビックカメラ高崎及び太陽誘電両チームのホームスタジアムでもある。ジャパンカップ国際女子ソフトボール大会の会場として2016年から使用されている。

## 施設
- 両翼：95m、中堅：120m
- 内野：クレー舗装、外野：天然芝
- スコアボード：電光式（LED）
- 照明設備：4基
- 収容人員：12,000人（内野：ベンチ席：7,000人、外野：芝生席：5,000人）
- 3塁側スタンド直後には国道17号高崎バイパスが通っていることから、防球ネットが設置されている。
- 駐車場：150台（有料）

## 交通
- JR高崎駅西口ロータリーより「高崎アリーナシャトル」に乗車し所要15分、3つ目の停留所城南野球場で下車。毎日午前8時から午後9時30分まで15分おきに運行。運賃片道100円、都心循環線１日自由乗車券200円。
- JR高崎駅西口8番のりばより「高崎市内循環バスぐるりん」“倉賀野線 12系統 佐野小・商科大学コース・下り”もしくは“観音山線 13系統 農二・染料植物園コース・下り”に乗車し、5つ目の停留所和田町で下車、徒歩5 - 6分（いずれも本数僅少のため、要確認）。
- 上信電鉄上信線南高崎駅より徒歩6 - 7分（運行本数は毎時1 - 2本）。
- JR高崎駅西口より徒歩約15分。